# Cheilanthes hirta
Cheilanthes hirta là một loài dương xỉ trong họ Pteridaceae. Loài này được Sw. mô tả khoa học đầu tiên năm 1806.

## Hình ảnh

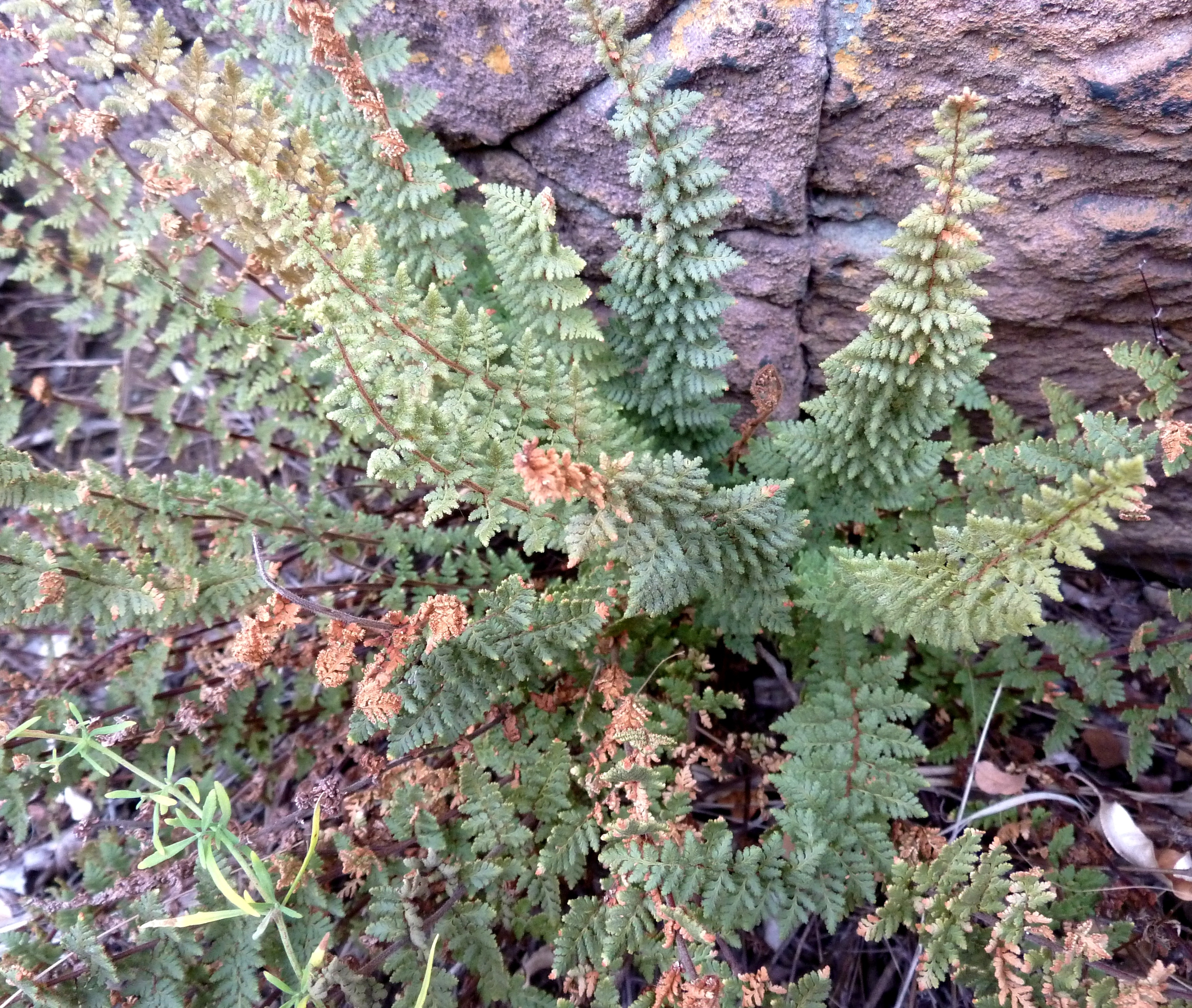